# 达霍德县

古吉拉特邦

达霍德县（Dahod District）为印度古吉拉特邦辖县，也是古吉拉特邦第二大经济欠发达县份。该县成立于1997年10月2日，自班杰默哈尔斯县析置。全县面积3,642平方公里，人口2,127,086人（2011年），其中城镇人口占9.55％；人口密度达每平方公里449人。政府所在地达霍德市。
达霍德县位于古吉拉特邦东部边缘，东北部与拉贾斯坦邦班斯瓦拉縣接壤，东南部与中央邦贾布瓦县交界，西与潘奇马哈斯县接邻，南和巴罗达县相连。达霍德县为农业县，乡村人口占多数；主要少数民族为印度原住民——比尔人。
22°50′02″N 74°15′28″E / 22.8339°N 74.2578°E